# Charles Gwathmey

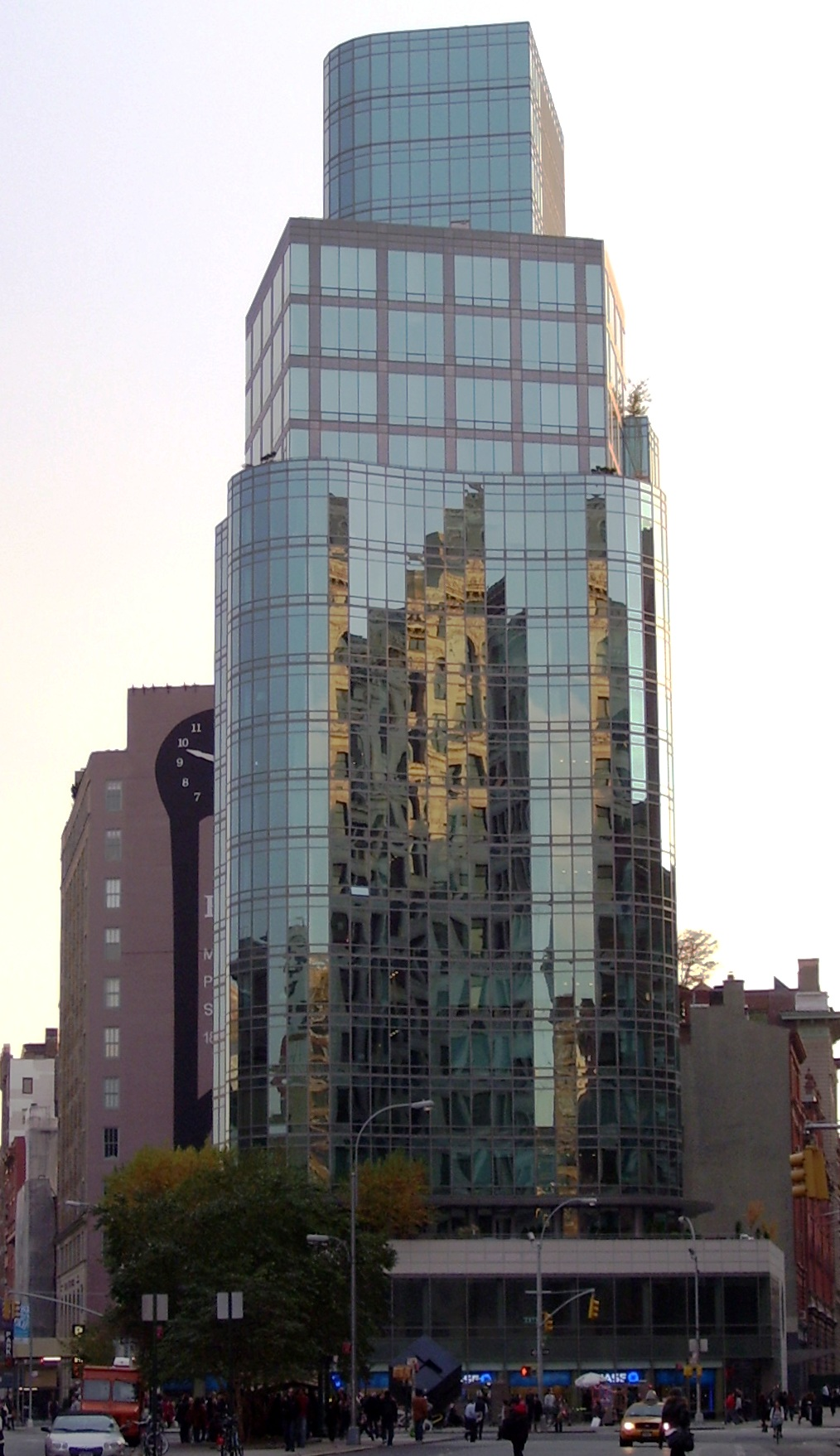
Der Astor Tower in New York, entworfen von Charles Gwathmey

Charles Gwathmey (* 19. Juni 1938 in Charlotte, North Carolina; † 3. August 2009 in Manhattan) war ein US-amerikanischer Architekt.

## Leben
Geboren als einziges Kind des Malers Robert Gwathmey und der Fotografin Rosalie Gwathmey studierte er von 1956 bis 1959 an der University of Pennsylvania, anschließend bis 1962 an der Yale University, wo er einen Abschluss als Master of Architecture erwarb. Gwathmey lehrte von 1964 bis 1977 als Professor an mehreren amerikanischen Universitäten, darunter am Pratt Institute und der Cooper Union. Bei mehreren Projekten arbeitete Gwathmey mit Richard Henderson und Robert Siegel zusammen. 1968 gründete er mit letzterem das nach wie vor bestehende Architekturbüro Gwathmey Siegel & Associates Architects. Es entstanden zahlreiche Residences für wohlhabende Amerikaner, daneben einige Museums- und Geschäftsbauten.
2004 wurde Charles Gwathmey in New York zum Mitglied (NA) der National Academy of Design gewählt. Seit 1976 war er Mitglied der American Academy of Arts and Letters.

## Bauten (Auswahl)

### Als selbständiger Architekt
- 1964: Gerald Miller Residence auf Fire Island, New York (zerstört)[3]
- 1965: Gwathmey Residence und Studio, 122 Bluff Road in Amagansett, New York

### Gwathmey & Henderson
- 1967: Joe Sedacca Residence in Northwest Harbor, New York[3][4]
- 1968: Roger Straus III Residence, 3558 Purchase Street, Purchase (New York)[3]
- 1969: Jack D. Weiss Goldberg Residence, 119 Wyneding Hill Road, Manchester (Connecticut)[3]
- 1969: Kenneth Cooper House, 35 Bufflehead Lane, Orleans, Massachusetts[3]
- 1970: Loring Mandel House, 117 Bay Avenue, Huntington Bay, Long Island, New York[3]
- 1970: Apartment für Faye Dunaway, The Eldorado Building, 300 Central Park West, New York[3]

### Gwathmey Siegel & Associates
- 1971: Steel Residence, Bridgehampton (New York)[5]
- 1971: Sanierung der durch Brand beschädigten Whig Hall der Princeton University, New Jersey
- 1976: Melville I. Haupt Residence, 43 Gilberts Path, Amagansett, New York[3]
- 1977: Lloyd B. Taft Residence in Cincinnati, Ohio[4]
- 1982: Cogan Residence in East Hampton, New york[4]
- 1982: Steven Spielberg Residence in East Hampton, New York[4]
- 1983: De Menil Residence (Toad Hall) in East Hampton, New York[4]
- 1985: John R. Opel Residence in Shelburne, Vermont[4]
- 1988: American Museum of the Moving Image in Queens, New York
- 1990–1995: Zentralverwaltung von Morgan Stanley, 1585 Broadway, New York[6]
- 1991: Werner Otto Hall der Harvard University in Cambridge (Massachusetts)[6]
- 1992: Erweiterungsbau des Solomon R. Guggenheim Museums in New York City, New York[6]
- 1993: Jeffrey Katzenberg Residence in Malibu, Kalifornien[4]
- 1993: Villa Bechtler in Zumikon, Schweiz[4]
- 1997: Jerry Kosberg Residence in Pacific Palisades, Kalifornien[4]
- 1997: Michael Dell Residence in Austin, Texas[4]
- 1997: Henry Art Gallery der University of Washington in Seattle[6]
- 1998: Physics Building der Princeton University, New Jersey[6]
- 1998: Levitt Center der University of Iowa in Iowa City, Iowa[6]
- 2000: Paul Goldberger Residence in Malibu, Kalifornien[4]
- 2001: N.N. Residence in Bel Air, Kalifornien[4]
- 2001: Lawrence Technological University in Southfield, Michigan[6]
- 2001: International Center of Photography in New York City, New York[6]
- 2003: Belvedere in San Francisco, Kalifornien[4]
- 2006: Erweiterungsbau für die Yale School of Architecture in New Haven, Connecticut
- 2006: Geschäftshaus 445 Lafayette Street in New York City, New York
- 2006: Glenstone Residence und Gästehaus in Potomac, Maryland
- 2009: Bay Lake Tower im Walt Disney World Resort
- 2009: N.N. Residence in St. Barts (mit Kang Chang)[7]
- 2011: United States Mission to the United Nations in New York City, New York

## Veröffentlichungen (Auszug)
- Charles Gwathmey and Robert Siegel : buildings and projects, 1964-1984. New York 1984, Harper & Row, ISBN 0-06-433285-3.
- Zumikon Residence : Gwathmey Siegel. New York 1996, Monacelli Press, Distributed by Penguin USA, ISBN 1-885254-28-8.
- Stamberg Aferiat. New York 1997, Rizzoli, ISBN 0-8478-2011-4.
- Gwathmey Siegel: buildings and projects 1965-2000. New York 2000, Universe Pub., ISBN 0-7893-0401-5.